# Глава (геральдика)

Серебряное поле с червлёной главой

Глава (chef, chief, Schildeshaupt) — гербовая фигура, венчающая щит и герб.

## История
Ни одна другая гербовая фигура не считается столь важной, не встречается так часто и не является такой самодостаточной, как глава, которая при этом может иметь немало формальных разновидностей. Ей отводится исключительное место, как фигуре венчающая щит и герб. Геральдисты утверждают, три зоны (А— В— С) главы имеют важнейшее значение. Они олицетворяют три духовные добродетели человечества, символизируя «превосходство человеческой природы, возвышенные помыслы, мудрость, осмотрительность и смирение».
Важность главы состоит в том, что она занимает верхнюю часть герба, идеально подходит для размещения гербов и геральдических символов королей, влиятельных династий, государств и рыцарских орденов, сыгравших немаловажную роль в истории. В этом смысле глава является самостоятельной фигурой и известны главы с гербами Франции, Анжу, Империй, Святого Стефани и.т.д, а также так называемые «главы пожалования». Существуют «главы покровительства», которые иногда помещаются над «простыми главами» и тогда последние получают название «пониженных глав».

## Геральдика
Многочисленные разновидности главы отличаются друг от друга прежде всего линией деления, составляющей основные главы. Не последнее место имеет принцип состыковки или пересечения, главы с другими элементами герба (к примеру: глава-столб, глава-перевязь и.т.д). Поле главы может разделяться по тем же принципам, что и весь герб (глава может быть рассечённой, пересечённой, скошенной и.т.д). Кроме того, глава может быть «уменьшенной», «наклонной», «пониженной» или «подпираемой» другой главой, если в её основе лежит чёткая черта или контурная линия контрастного цвета. В исключительных, редчайших случаях, глава скрывает верхнюю часть размещённой ниже фигуры и в таких случаях главу называют «скрывающей» или «пересекающей». Если в описании отсутствует особые указания по поводу порядка размещения фигур в главе, то чаще всего подразумевается, что они расположены поясом.
Главы также имеют:
- Стандартная форма: простые и сплошные (одного цвета, металла или меха).
- Стандартные формы с фигурами[1].

## Главы пожалования и покровительства
Когда в главу герба некоего городского жителя, дворянина, помещается королевский, государственный или городской герб в знак признания его особых заслуг, то речь идёт о «главе пожалования». Подобные главы, получившие широкое распространение в итальянской геральдике, как правило, имеют отношения либо к Анжуйской и Анжуйско-Сицилийской династии. Первое пожалование было сделано Карлом Анжуйским (1266), после битвы при Беневенто, либо к Неаполитанской, представители которой приняли сторону гвельфов или к Империи, поддерживающих гибеллинов (первое пожалование было сделано Фридрихом Барбароссой). Главы папы Римского Льва X (Джованни де Медичи) была пожалована девяти приорам, его современникам.
«Глава покровительства», напротив, указывает на разного рода право — феодальное, принадлежности к ордену и.т.п. — государя, государства или же корпорации по отношению к владельцу герба, будь это город или отдельный горожанин. В том случае, если на гербе уже имеется «глава пожалования», она понижается и над ней помещается глава покровительства (за исключением редких случаев).